# Kenneth Reightler
Kenneth Stanley Reightler Jr. (Naval Air Station Patuxent River (Maryland), 24 maart 1951) is een Amerikaans voormalig ruimtevaarder. Reightler’s eerste ruimtevlucht was STS-48 met de spaceshuttle Discovery en vond plaats op 12 september 1991. Tijdens de missie werd de Upper Atmosphere Research Satellite (UARS) in een baan rond de aarde gebracht.
Reightler maakte deel uit van NASA Astronaut Group 12. Deze groep van 15 astronauten begon hun training in juni 1987 en werden in augustus 1988 astronaut. In totaal heeft Reightler twee ruimtevluchten op zijn naam staan. In 1995 verliet hij NASA en ging hij als astronaut met pensioen. HIj ging aan de slag bij Lockheed Martin en later bij ATK.